# عمدة
العُمدَة أو رئيس البلدية (بالإنجليزية: Mayor)‏ هو المسؤول الأعلى رتبة في حكومة مدينة أو بلدية.
هناك تباين كبير في القوانين والأعراف المحلية فيما يتعلق بسلطات ومسؤوليات رئيس البلدية وكذلك الوسائل التي يتم من خلالها انتخاب رئيس البلدية أو تكليفه. اعتمادًا على النظام الذي تم اختياره، قد يكون العمدة هو الرئيس التنفيذي لحكومة البلدية، أو قد يرأس ببساطة مجلس إدارة متعدد الأعضاء يتمتع بسلطة قليلة أو بدون سلطة مستقلة، أو قد يلعب دورًا احتفاليًا فقط. تشمل خيارات اختيار رئيس البلدية الانتخابات المباشرة من قبل الجمهور، أو الاختيار من قبل مجلس إدارة أو مجلس منتخب. مهامه وطريقة تعيينه تختلف من بلد إلى بلد أو من دولة إلى دولة. وفي أخرى تعادل منصب رئيس مجلس المدينة أو ربما وظيفة محافظ

## حسب البلد

### في الغرب
هو منصب معروف عالميا، يمكن وصفه بإدارة البلدية.

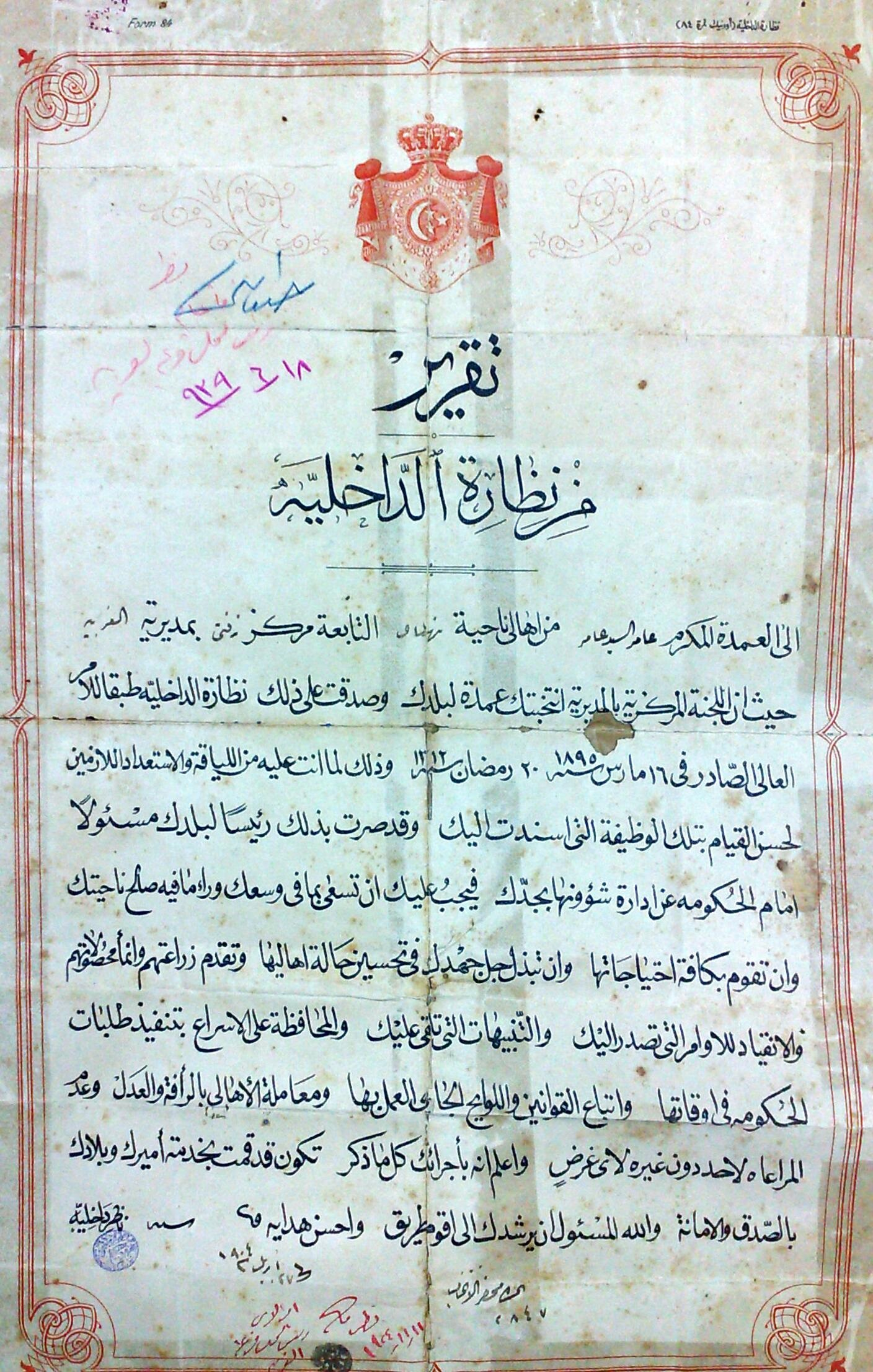
صك عمودية من مصر يعود لحقبة المملكة المصرية

### في مصر
في مصر هو امتداد لاسم شيخ البلد الذي كان يطلق منذ عهد القدماء المصريين على رئيس القرية إلى عهد محمد علي، ثم عرف بعد ذلك باسم العمدة، هذا ما ذكره محمد رمزي في كتابه "القاموس الجغرافي للبلاد المصرية"، إلا أن الحال في بعض البلاد المصرية يقول بأن منصب شيخ البلد لا يزال قائما بجوار منصب العمدة، فشيخ البلد مناطة به سجلات الناحية ويتم تعيينه من الحكومة ويبقى إلى أن يتوفى.
والعمدة يقوم بأعمال ضبط الأمن وله مساعدون توظفهم الحكومة براتب شهري، يسمون خفر وواحدهم خفير وكبيرهم يسمى شيخ الخفر وهو أكبرهم سنا.
والعمدة يكون تعيينه بالانتخابات ويعمل بدون أجر، وقد قامت الحكومة المصرية في الآونة الأخيرة بتقليص منصب العمدة في بعض البلاد حسما للمشاحانات التي قد تقوم بين العائلات في المنافسة على ذلك المنصب، وأحلت محله نقطة شرطة من رجال الأمن المصري يعمل تحت قيادتها خفر البلاد الذين كانوا تحت قيادة العمدة فيما قبل، حيث إنهم لا يزالون موظفين في الحكومة ولا يمكن فصلهم.
بالرغم مما تقدم لا زال منصب العمدة موجوداً في القرى التي لا تبلغ فيها الكثافة السكانية الحد المطلوب لإنشاء نقطة شرطة، ولكن نظام انتخاب العمدة لم يعد معمولاً به ويتم الآن تعيين العمدة من قبل وزارة الداخلية.

### في اليمن
في اليمن تقسم الاجزاء الريفية من المحافظات إلى مناطق جغرافية تسمى مديريات تتكون من عدة قرى ويتم تعيين مدير ناحية من قبل الحكومة و هو المسئول الأول عن الأمن إلى جانب انتخاب المجلس المحلي للقرية أو للمديرية .
إلى جانب وجود الشيخو هو إلى حد ما يماثل العمدة في مصر فالشيخ هو صاحب السلطة الأكبر في القبيلة وبالتالي هو صاحب السلطة الأكبر في المديرية في أرياف المحافظات .. والشيخ لا يتم انتخابه بل يتم توارث المشيخة أباً عن جد .. و للشيخ سلطة كبيرة قد تفوق سلطة مدير الناحية أو المجلس المحلي

### في الشام
يسمى العمدة في لبنان وسورية رئيس نفوس .أو المختار (لقب)

### المغرب
في المغرب العمدة هو رئيس المجلس البلدي أو رئيس الجماعة يم إنتخابه من طرف السكان في الاستحقاقات الانتخابية التي تنظم كل 5 سنوات في المغرب تحت مسمى الانتخابات التشريعية، ويملك العمدة مجموعة من الاختصاصات يحددها قانون الجماعات الترابية.

### في السودان
العمدة لقب يطلق على شخص يدير جزء من النظارة تسمى عمودية وله سلطات ادارية وقضائية معينة ومحكمة غير دائمة للفصل في قضايا جماعته القبلية. ويتبع العمدة الناظر في سلم التدرج الهرمي بالإدارة الأهلية في السودان.

## وصلات خارجية
- Comparative database of European mayors